# Internazionali d'Italia 1988
Gli Internazionali d'Italia 1988 sono stati un torneo di tennis giocato sulla terra rossa. 
È stata la 45ª edizione degli Internazionali d'Italia, che fa parte del Nabisco Grand Prix 1988 e del WTA Tour 1988. 
Sia che il torneo maschile che quello femminile si sono giocati al Foro Italico di Roma in Italia.

## Campioni

### Singolare maschile

Il cecoslovacco Ivan Lendl, vincitore del torneo di singolare maschile.

Ivan Lendl ha battuto in finale  Guillermo Pérez Roldán con il punteggio di 2–6, 6–4, 6–2, 4–6, 6–4

### Singolare femminile
Gabriela Sabatini ha battuto in finale  Helen Kelesi con il punteggio di 6–1, 6(4)–7, 6–1

### Doppio maschile
Jorge Lozano /  Todd Witsken hanno battuto in finale  Anders Järryd /  Tomáš Šmíd con il punteggio di 6–3, 6–3

### Doppio femminile
Jana Novotná /  Catherine Suire hanno battuto in finale  Jenny Byrne /  Janine Thompson con il punteggio di 6–3, 4–6, 7–5